# Би Би Кинг
Би Би Кинг (на английски: B. B. King) е американски блус китарист, певец и автор на песни. Той създава усложнен стил на китарни сола, базирани на флуидно извиване на струните и блестящи вибрато и стакато, който оказва влияние върху много от по-късните изпълнители на блус електрическа китара. Някои критици го определят като „най-значимият изпълнител на електрическа китара на втората половина на XX век“.

## Биография

### Ранни години
Б. Б. Кинг е роден като Райли Б. Кинг на 16 септември 1925 г. в Ита Бена, Мисисипи като дете на Нора Ела и Албърт Лий Кинг . След като родителите му се разделят, той прекарва по-голяма част от детството си заедно с майка си и баба си на плантацията за памук в Килмекъл, Мисисипи. Майката и бабата на Райли са много религиозни и редовно посещават църковните служби, като водят със себе си и малкото момче. Именно тук младият Райли получава първото си музикално влияние. Свещеникът, Арчи Фейр, който му се пада далечен роднина, оказва значително влияние върху музикалното му развитие. Фейр разчитал изключително на музиката, за да сплотява енориашите си, като използвал вдъхновяващия си глас, акомпанирайки си с китара. Той показва и първите акорди на младия Райли. Кинг разказва, че е получавал по 35 цента за всеки 45 кг памук, преди да открие и другите си заложби. В ранна възраст той попива музиката на блус музиканти като Блайнд Лемън Джеферсън и Лони Джонсън и джаз-изпълнители като Чарли Крисчън и Джанго Райнхарт. Скоро Райли започва да развива собствените си музикални умения, пеейки госпъл в местната църква.В рамките на една година, той претърпява две тежки загуби – на майка си, починала само на 25 години и на баба си, около година по-късно. Така, само десет годишен Кинг, започва да се грижи сам за себе си. На 12 години купува първата си китара за 15 долара, която се равнява на месечната му заплата като домашен прислужник в имението на собственика на плантацията Флейк Котлидж.
Когато е тринадесет годишен, баща му го взима със себе си в Лексингтън, Мисисипи, където се е устроил с новото си семейство. Новата среда не понася добре на младия Райли и само 6 месеца по-късно той напуска Лексингтън и се завръща в родното си място Индианола, където започва работа в плантацията на Джонсън Барет първоначално като събирач на памук, а по-късно и като тракторист. Той не изоставя и музиката, като акомпанира на китара и пее в сформираната от него госпъл-група The Famous St. John's Gospel Singers. Групата се изявява главно в църквите и понякога в предавания по радиостанцията WGRM в Грийнууд, Мисисипи. По същото време през съботните вечери Кинг свири блус и по улиците на Индианола като открива, че така той може да удвои и утрои приходите си. През 1944 г. се оженва за първата си съпруга, Марта Дентън.
След като приключва военната си служба, Райли се опитва да убеди членовете на The St. John's Gospel Singers да напуснат Индианола и да опитат късмета си другаде. Скоро Кинг разбира, че за да направи музикална кариера, ще трябва да се бори сам. Крайното решение идва през една майска нощ на 1946 г., когато след изморителен ден на полето той изгася мотора на трактора, но той се включва отново, машината се задавя няколко пъти и се поврежда. Без да дочака гневната реакция на работодателя си, Кинг напуска Индианола с два долара и половина в джоба и китарата под мишница, и се отправя към Мемфис, за да потърси братовчед си – известния блус-музикант Бука Уайт.

### Млад блусмен
Веднъж пристигнал в Мемфис, Райли е приютен от братовчед си Бука Уайт, който в продължение на десет месеца активно го обучава на тънкостите на блус музиката. Въпреки че редовно импровизират, те никога не излизат да свирят заедно пред публика. Уайт оказва голямо влияние върху младия Кинг, който е впечатлен както от музикалните способности на братовчед си, така и от неговата силна личност. След 10 месеца при Бука, Райли осъзнава, че музикалната му кариера не се развива. Освен това му липсва съпругата Марта, която е оставил в Индианола. Той се завръща през 1947 г. и заедно с Марта изкарват един сезон в активна работа на плантациите, като успява да погаси всичките си дългове и да събере малко пари.
През 1948 г. той отново заминава за Мемфис и се свързва със Съни Бой Уилямсън II, който води блус-предаване в местната радиостанция KWEM. Съни Бой Уилямсън II го анонсира като голям талант и скоро радиостанцията е засипана с телефонни обаждания. Съни Бой му предлага да свири вместо него в заведението Miss Annie's Saloon в Западен Мемфис и пред Райли се отваря първата възможност да се изяви пред жива публика.
Райли не би могъл да избере по-подходящо време, за да се завърне в Мемфис. Мис Ани предлага на Кинг постоянна работа в клуба и възможността да представя песните си по радиото. На 7 юни 1947 г. излиза в ефир новата радиостанция WDIA. През 1948 г. станцията започва да излъчва само музика на черни изпълнители, което е изключителна рядкост за времето си. Райли запитва популярния водещ на WDIA Нат Уилямс дали би могъл да направи в радиостанцията запис на някоя от песните си. Изненадан от предложението, на един от собствениците на WDIA – Берт Фергюсън, му хрумва идея. По онова време радиостанцията е сключила рекламен договор за тонизиращата напитка „Pepticon“. Фергюсън предлага на Кинг да участва в 10-минутната реклама на напитката, през време на която може да свири и пее каквото си поиска. Рекламното представяне на Pepticon от Райли било: „Pepticon, Pepticon, sure is good – You can get it anywhere in your neighborhood“ („Пептикон, Пептикон наистина е добър – можете да го намерите навсякъде във вашия квартал“). Райли става известен като Pepticon boy. Заради популярността му скоро той е повишен на радиоводещ. Предаването му се нарича „Sepia Swing Club.“ Той пуска записи на черни изпълнители, свири на китарата си и изпълнява музикални поздрави. Трябвало му и подходящо име. Започва с Beale Street Blues Boy, по-късно го заменя с Blues Boy King и накрая го съкращава на B. B. King.
Популярността на Би Би Кинг се разраства и през 1949 г. той прави първия си запис за Bullet Recording and Transcription Company. Тези първи записи привличат вниманието на братята Бихари – собствениците на Modern Records.
През 1949 г. Кинг подписва договор с дъщерната фирма на Modern Records – RPM. През следващите месеци RPM издава шест негови сингъла, като една от първите записани песни е „B.B. Boogie“. Въпреки че никоя от песните не става национално известна, местната популярност на Кинг е доста добра. Той започва да развива активна концертна дейност, която се запазва през цялата му сетнешна кариера. Поради нарасналия брой ангажименти Би Би Кинг наема първия си мениджър – Робърт Хенри.
Малко след Коледа на 1951 г. седмият сингъл на Би Би Кинг „Three O'Clock Blues“ – песен на Лоуел Фулсън, влиза в ритъм енд блус класацията на списание „Billboard magazine“. В началото на 1952 г. песента достига до номер едно и остава там 17 седмици. Би Би Кинг най-после успява да привлече внимание върху себе си на национално ниво. В резултат на този успех Робърт Хенри сключва договор с Universal Artists в Ню Йорк, който осигурява на Кинг участия в трите най-големи „черни“ зали в страната: Howard Theater във Вашингтон, Royal Theater в Балтимор и Apollo Theater в Харлем. По-малко от 18 месеца след първото си участие в радиопредаването на Съни Бой Уилямсън II, Би Би Кинг напуска Мемфис за първото си национално турне.
В резултат на постигнатия успех бракът на Би Би и Марта Кинг е поставен на сериозно изпитание. Тъй като нямат деца, двойката трябва да пътува заедно или да е разделена по време на турнетата. Освен това Марта осъзнава, че като звезда мъжиът ѝ е обект на внимание от много млади почитателки. Въпрос на време е това напрежение да доведе до развод. Раздялата им става факт през 1952 г. Проблемите с Марта провокират Би Би да напише песента „Woke Up This Morning“, която е вторият му голям хит след „Three O'Clock Blues“.

### Изгряването на звездата
Първият концерт на Би Би Кинг от националното му турне през 1952 г. е в Howard Theater във Вашингтон, като той свири с групата на Тайни Брадшоу. Турнето продължава шест месеца, като след завръщането си в Мемфис Кинг възобновява участията си в WDIA и концертира на местно ниво. Робърт Хенри продължава да е мениджър, но неговата подготовка не е на нужната висота за една национална кариера. През 1953 г., Кинг прекратява договора си с него и наема Морис Мерит.
През 1955 г. Като Уокър, приятел на Би Би, купува за 5000 долара един употребяван автобус и похарчва още 3000 долара, за да го стегне. Автобусът получава името „Големия Ред“ и служи за транспортирането на 18-членния екип на Кинг. През 1958 г. „Големия Ред“ изгаря в тежка автомобилна катастрофа, която по чудо не довежда до жертви от екипа на Кинг. Самият той не е в автобуса по това време. Когато разбира за злополуката, Би Би е доволен, че няма жертви, но осъзнава, че тя е дошла в най-лошия момент – застраховката била изтекла преди броени дни. Обезщетението, което е трябвало да се заплати, е от близо 100 000 долара, като в същото време още 27 000 долара отиват за нов автобус.
През 1958 г. Би Би Кинг се оженва за втората си съпруга – 15 години по-младата Сю Хал, която среща в Индианола. Отново дългите пътувания и невъзможността му да се установи трайно довеждат до разтрогване на брака им през 1966 г. Както и при първия развод, чувствата и емоциите са претворени в песен – „The Thrill Is Gone“, която става хит, както в поп, така и в ритъм енд блус класациите, което е рядкост дори и днес.
През 50-те години Кинг се превръща в един от най-влиятелните ритъм енд блус изпълнители, създавайки впечатляваща поредица от хитове, като „You Know I Love You“, „Woke Up This Morning“, „Please Love Me“, „When My Heart Beats like a Hammer“, „Whole Lotta' Love“, „You Upset Me Baby“, „Every Day I Have the Blues“, „Sneakin' Around“, „Ten Long Years“, „Bad Luck“, „Sweet Little Angel“, „On My Word of Honor“ и „Please Accept My Love“.
Раждането на рок енд рола превръща в звезди много „черни“ изпълнители като Фатс Домино, Литъл Ричард, Джеймс Браун и Чък Бери. „Расовата“ музика на Би Би Кинг не предизвиква интерес сред бялата американска аудитория. Въпреки че сменя звукозаписната компания с „ABC Records“ в началото на шестдесетте, Би Би не успява да пробие. Кинг е разочарован и през 1968 г. изнася само два концерта пред бяла публика и то при пълен провал. Въпреки неуспеха, шестдесетте години са изключително силни от музикална гледна точка. От този период е и вече класическата „Sweet Sixteen“.
Около 1965 г. бариерите, които определят блуса като „расова“ музика, постепенно започват да се рушат. Промяната започва във Фолк фестивала в Нюпорт, където бялата публика за пръв път чува изпълненията на Сон Хаус и Мисисипи Джон Хърт. На същия фестивал свири и новосформираната група The Butterfield Blues Band с Пол Бътърфлай на хармоника и Елвин Бишоп и Майк Блумфийлд на китари. Въодушевлението от техните изпълнения предизвикват лавина от въпроси, къде са се научили да свирят по този начин, на които Блуумфийлд и Бишоп отговарят: „Като копирахме стила на Би Би“. На учудения въпрос: „Би Би кой?“ – отговорът е: „Истинският звяр – Би Би Кинг.“
Успешниите хитове на Кинг събуждат интереса към неговата музика. Той започва да концертира в джаз клубове и рок-зали, като например The Fillmore East. През 1969 г. Би Би се появява за пръв път по телевизията в предаването „Tonight Show“. Възходящият му път е ознаменуван и с появата му през 1971 г. в едно от най-популярните американски телевизионни предавания – това на Ед Съливан.
На 29 юни 1973 г. Би Би Кинг участва в голям концерт в Philharmonic Hall в Ню Йорк. На една сцена са събрани много от майсторите на блуса като „Биг Мама“ Тортън, Джей МакШан, Еди „Клийнхед“ Винсон и Мъди Уотърс.
Би Би Кинг постига успех както на пазара за блус-музика, така и извън него. Това става за пръв път през 1969 г. с песента „The Thrill Is Gone“ като продължава и през 70-те години с песни като „To Know You Is to Love You“ и „I Like to Live the Love“. В периода 1951 – 1985 Би Би Кинг се появява в ритъм енд блус класациите на списанието Billboard впечатляващите 74 пъти.
През последните двадесет години на 20 век Б. Б. Кинг записва все по-рядко, но концертната му дейност е впечатляващо активна (около 300 представления на година).
През 1988 г. той достига до нова генерация почитатели чрез сингъла, реализиран с U2 „When Love Comes To Town“.
През 2000 г. Кинг си партнира с Ерик Клептън в албума „Riding With the King“.
През 2004 г. той е награден с почетната титла „доктор“ от Университета в Мисисипи.
Диагностициран с диабет около 70-а си годишнина, той участва в много обществени прояви, посветени на борбата срещу тази болест.

### Смърт
Би Би Кинг умира на 14 май 2015 година в дома си в Лас Вегас, Невада, след като на 1 май 2015 година е приет в болница заради повишено кръвно налягане и проблеми с диабета му.

## Lucille
Една от запазените марки на Б. Б. Кинг е, че кръщава китарите си „Lucille“ – традиция, започнала през 50-те години на 20 век. През зимата на 1949 г. Кинг свири в танцова зала в Туист, Арканзас. За да затоплят залата, организаторите запалват напълнен до половината варел с керосин, което за времето си е обичайна практика. По време на изпълнението двама мъже започват свада, прераснала в сбиване, в резултат на което варелът е съборен и подът залят с горящ керосин. Всички присъстващи панически се изнасят от сградата. След като излиза навън, Кинг осъзнава, че е забравил китарата си в горящата зала. Той се връща с намерението да я извади оттам, като едва не изгаря в пламъците (впоследствие се разбира, че двама души са намерили смъртта си онази нощ). На следващия ден Кинг научава, че въпросната свада е започнала заради жена на име Люсил. Той кръщава първата си китара „Lucille“, за да му напомня „никога да не прави повече така“.
Китарата Люсил в сегашната си форма е „Gibson“, модел ES-355. Би Би свири с такъв „Gibson“ повече от 25 години. Преди това „Люсил“ е модел ES-335. Най-първата му китара е „Стела акустик“. През кариерата си той притежава и свири на различни марки китари като „Фендер“, „Силвъртоун“ и, разбира се, „Gibson“.
Би Би Кинг винаги говори с особена привързаност за „Люсил“: „Аз съм направо луд по „Люсил“… имал съм различни китари и винаги съм ги кръщавал „Люсил“. С нея сме минали дълъг път, тя ми донесе и някаква слава, тя ми осигури препитание и дори понякога ми спасяваше живота…понякога съм тъжен и като че ли тя се опитва да ми помогне, като че ли шепне името ми… тя е като жена и изглежда, че тя е единствената, от която някога съм зависел. Бил съм женен и винаги съм се развеждал, но „Люсил“ никога не се е отделяла от мен. Тя винаги е била с мен.“

## Избрана дискография
1. The Electric B.B. King - His Best; 1960
2. B.B. King In London; 1971
3. Why I Sing the Blues; 1981
4. Live in Cook County Jail; 1982
5. Great Moments with B.B. King; 1987
6. Live and Well; 1987
7. The King of the Blues: 1989; 1988
8. Indianola Mississippi Seeds; 1989
9. Got My Mojo Working; 1989
10. Lucille Talks Back; 1990
11. Live at San Quentin; 1990
12. Live at the Apollo; 1991
13. There is Always One More Time; 1991
14. Live "Now Appearing" at Ole Miss; 1991
15. Why I Sing the Blues; 1992
16. Lucille; 1992
17. King of the Blues; 1992
18. Blues Summit; 1993
19. How Blue Can You Get? Live Performances; 1996
20. Live at the Regal; 1997
21. Deuces Wild; 1997
22. Take it Home; 1998
23. Live in Cook County Jail; 1998
24. His Best - The Electric B.B. King; 1998
25. Completely Well; 1998
26. Greatest Hits; 1998
27. Blues on the Bayou; 1998
28. Millennium Collection - 20th Century Masters; 1999
29. His Definitive Greatest Hits; app. 1999
30. Live in Japan; 1999
31. Let the Good Times Roll; 1999
32. Makin' Love is Good for You; 2000
33. Live at San Quentin (Remastered); 2001
34. Here & There - The Uncollected B.B. King; 2001
35. A Christmas Collection of Hope; 2001
36. Blues is King; 2002
37. Christmas Collection - 20th Century Masters; 2003
38. Reflections; 2003
39. Martin Scorsese Presentes the Blues: B.B. King; 2003
40. 80; 2005
41. One Kind Favor; 2008